# Lyonia lucida
Lyonia lucida es una especie vegetal con flores de la familia Ericaceae conocida por los nombres comunes fetterbush lyonia, hurrahbush y staggerbush.. Esta planta perenne de hojas anchas crece en la llanura costera del sureste de los Estados Unidos, desde Virginia hasta Florida y Luisiana. También se encuentra en Cuba. 
Este arbusto puede crecer hasta 5 metros de alto y ancho. La planta tiene rizomas largos que pueden dar lugar a nuevas plantas, formando una colonia. Las hojas coriáceas están dispuestas alternativamente en ramitas escamosas. Miden hasta 10,5 centímetros de largo por 5,5 de ancho y tienen forma ovalada. La inflorescencia es un fascículo de flores cilíndricas que generalmente son de color rosa pero pueden ser blancas o rojas. El fruto es una cápsula.   La planta se reproduce principalmente de forma vegetativa, pero también se reproduce por semilla. En suelos pobres en nutrientes no florece y se reproduce sólo brotando del rizoma. 

Esta planta es una especie común, que crece en pantanos arbustivos, sabanas húmedas, pantanos de coníferas y matorrales. Existen grandes poblaciones en el hábitat de las praderas de saw palmetto . Es común en el pantano de Okefenokee. Crece en hábitat seco pero generalmente se encuentra en lugares húmedos, propensos a inundaciones periódicas. Prefiere suelos ácidos, saturados y ricos en materia orgánica, como los de los pantanos de cipreses. Puede crecer en sotobosques sombreados, pero crece bien a pleno sol. Las especies del dosel en el hábitat pueden incluir cedro blanco del Atlántico (Chamaecyparis thyoides), laurel dulce (Magnolia virginiana), laurel rojo (Persea borbonia), laurel de incienso (Goronia lasianthus), tupelo (Nyssa spp.) y pinos (Pinus spp.). Comparte el sotobosque con otras plantas como Eubotrys racemosa , Vaccinium corymbosum, Clethera alnifolia, tití (Cyrilla racemiflora), Smilax laurifolia , Zenobia pulverulenta y robles ( Quercus spp.). 

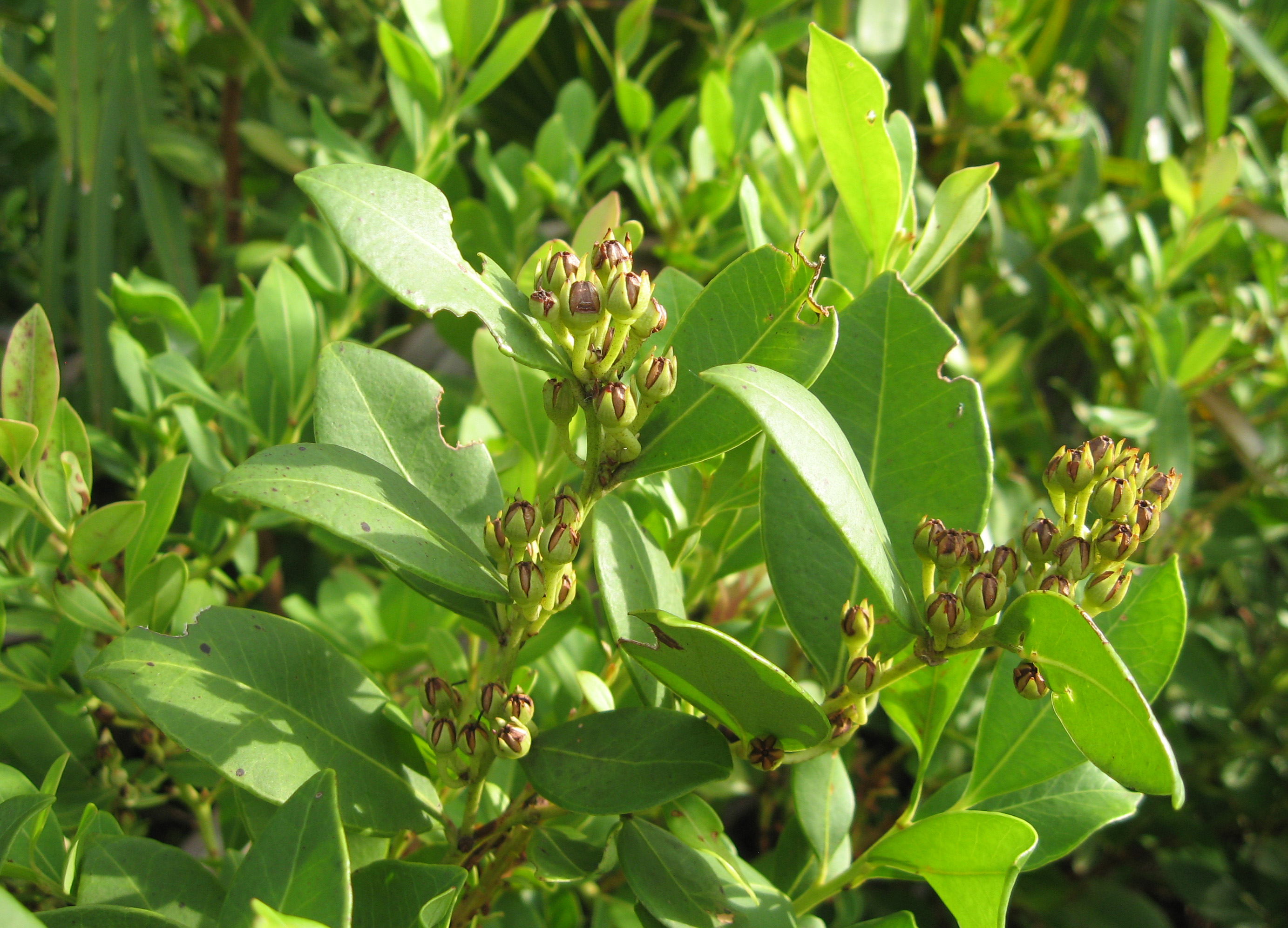
Lyonia lucida en fruto con cápsulas